# Инкулец
Инкулец (рум. Inculeţ) — село в Оргеевском районе Молдавии. Наряду с сёлами Зориле и Окница-Цэрань входит в состав коммуны Зориле.

## География
Село расположено на высоте 42 метра над уровнем моря.

## Население
По данным переписи населения 2004 года, в селе Инкулец проживает 175 человек (84 мужчины, 91 женщина).
Этнический состав села:
| Национальность | Число жителей | Процентный состав |
| -------------- | ------------- | ----------------- |
| молдаване      | 172           | 98,29             |
| русские        | 3             | 1,71              |
| Всего          | 175           | 100 %             |